# Francia Polinézia zászlaja
A vörös-fehér-vörös vízszintes sávok a Tahiti királyság második nemzeti lobogóját idézik, amelyet 1829 és 1847 között használtak. A francia trikolórral kiegészülve ugyanez a zászló lett a protektorátus lobogója is, amelyet 1880-ig használtak. A második világháború után a felsőszög nélküli változat igen népszerű lett ugyan, de használatát nem tették hivatalossá. 1975-ben a hatóságok engedélyezték a zászló használatát a sávok 1:2:1 arányával.
Hogy Francia Polinézia zászlaját meg lehessen különböztetni Tahitiétől, a közepén emblémát helyeztek el. Ennek fő motívuma egy piragua, amely státus-szimbólum, és mint halászcsónak és szállítóeszköz nélkülözhetetlen is. A polinéz társadalmat gyakran hasonlítják a piraguához. A zászlón lévő ábrán megjelenő öt alak Francia Polinézia öt területi egységét jelképezi (Szél felőli szigetek, Szélcsendes-szigetek, Tuamotu-szigetek, Ausztrál-szigetek, Marquises-szigetek).
Az aranysárga sugarak a napot, a fényt, a kék-fehér hullámok a Csendes-óceán gazdagságát jelképezik, amelyre a szigetek népe a megélhetését alapozza.